# 14551 Itagaki
14551 Itagaki eller 1997 UN8 är en asteroid i huvudbältet som upptäcktes den 22 oktober 1997 av den japanske amatörastronomen Tomimaru Okuni vid Nanyō-observatoriet. Den är uppkallad efter amatörastronomen Koichi Itagaki.
Asteroiden har en diameter på ungefär 10 kilometer.